# Herzfeld (Eifel)
Herzfeld ist eine Ortsgemeinde im Eifelkreis Bitburg-Prüm in Rheinland-Pfalz. Sie gehört der Verbandsgemeinde Arzfeld an.

## Geographie
Die Ortsgemeinde liegt in der westlichen Eifel, unmittelbar südlich der Gemeinde Leidenborn, rund 5 km vom Dreiländereck Deutschland–Luxemburg–Belgien entfernt. Zu Herzfeld gehören auch die Wohnplätze Krumbach und Schwarzbach.
Nachbargemeinden sind Leidenborn im Osten, Sengerich im Südosten, Eschfeld im Süden, Harspelt im Westen sowie Lützkampen im Nordwesten. Fast drei Viertel der Gemeinde werden landwirtschaftlich genutzt, über 20 Prozent sind Waldfläche.

## Geschichte

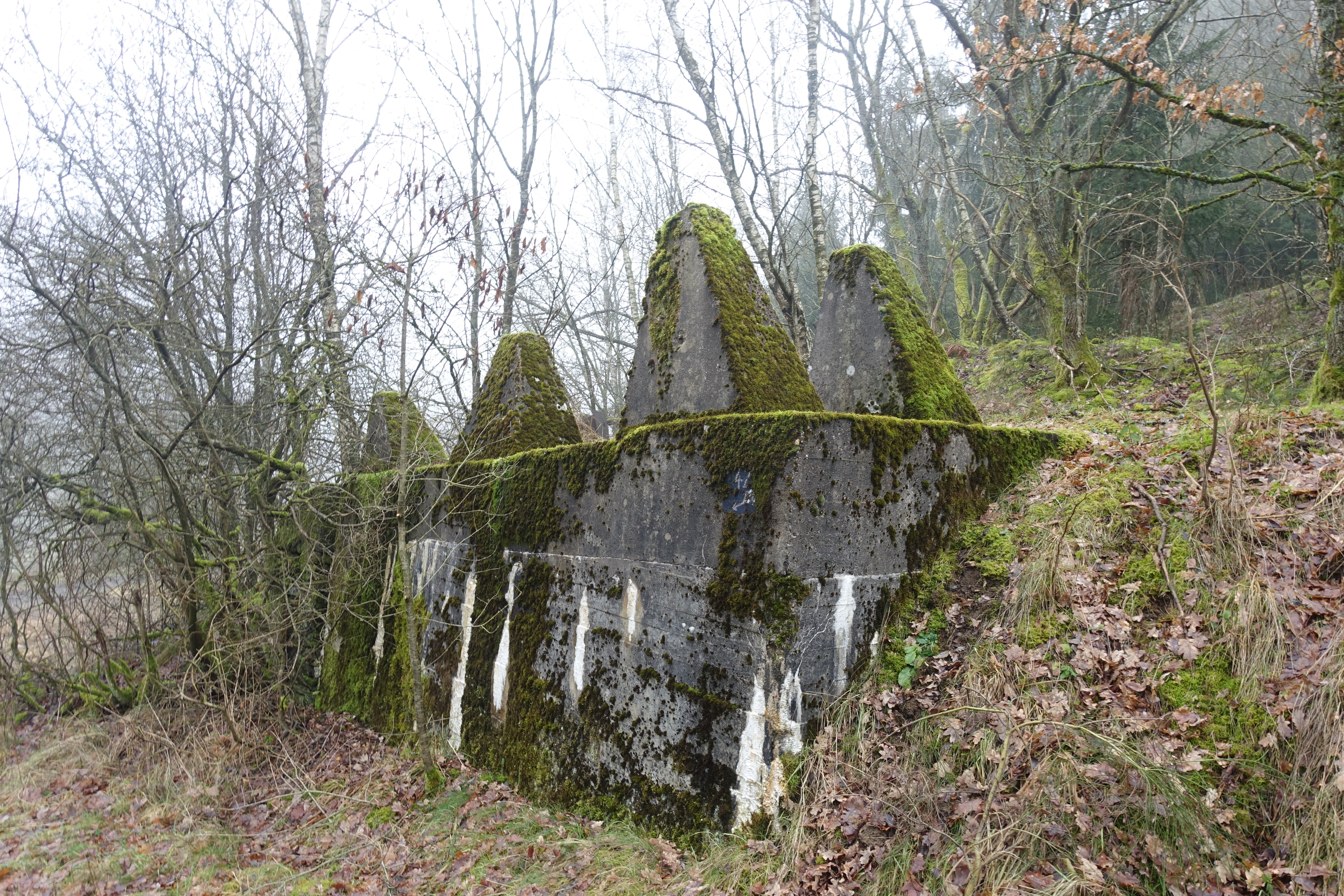
Panzersperre (Hôckerlinie) Westwall in Herzfeld

Bis zum Ende des 18. Jahrhunderts war Herzfeld ein Weiler, der zur Meierei Harspelt, dann zur Meierei Leidenborn in der Herrschaft Dasburg gehörte. Um 1800 wurden vier Haushalte (Feuerstellen) mit 30 Einwohnern gezählt. Zu Herzfeld gehörten die beiden Höfe „Locherhof“ und „Hof Neuesberg“ mit zusammen 8 Einwohnern.
Im Zusammenhang mit den Napoleonischen Kriegen kam die Region 1794 unter französische Verwaltung und gehörte von 1798 an zur Mairie Leidenborn im Kanton Prüm im Saardepartement. Herzfeld wurde eine eigenständige Gemeinde. Kirchlich gehörte Herzfeld zur Pfarrei Großkampen, welche zum Dekanat Stablo im Bistum Lüttich gehörte. Nachdem das Rheinland im Jahre 1815 aufgrund der Verträge des Wiener Kongresses an das Königreich Preußen gekommen war, gehörte Herzfeld zur Bürgermeisterei Leidenborn in dem 1816 neu geschaffenen Kreis Prüm.
Bevölkerungsentwicklung
Die Entwicklung der Einwohnerzahl von Herzfeld, die Werte von 1871 bis 1987 beruhen auf Volkszählungen:
| Jahr | Einwohner |
| ---- | --------- |
| 1815 | 30        |
| 1835 | 40        |
| 1871 | 38        |
| 1905 | 59        |
| 1939 | 67        |
| 1950 | 54        |
| 1961 | 41        |

| Jahr | Einwohner |
| ---- | --------- |
| 1970 | 41        |
| 1987 | 40        |
| 1997 | 37        |
| 2005 | 40        |
| 2011 | 41        |
| 2017 | 39        |
| 2024 | 35        |

## Politik

### Bürgermeister
Edgar Richarz ist seit dem 14. August 2019 Ortsbürgermeister von Herzfeld.
Der Vorgänger von Richarz, Klaus Dingels, hatte das Amt von 2010 bis 2019 ausgeübt.

### Wappen
| Wappen von Herzfeld | Blasonierung: „Rot über Silber durch blau-silbernen Wellenschrägbalken geteilt, vorn grüner Eichenzweig mit einem Blatt und zwei Eicheln, hinten ein silbernes Herz und ein silberner steigender Hirsch.“ |
| Wappen von Herzfeld | Wappenbegründung: Die Wappenfarben der Abtei Prüm und deren Vögte, den Grafen von Vianden, die bis in die Neuzeit die Vogtsrechte ausübten, sind Rot und Silber. Diese Farben wurden als Heroldsfarben für das Wappen gewählt. Da der Ort von drei Seiten, im Osten und Süden vom Prümerbach und im Westen vom Irsenbach, umfasst wird, wird das Wappen durch einen blau –silbernen Schrägbalken geteilt. Als redender Wappenteil erscheinen im hinteren (oberen) Feld in Rot ein silbernes Herz und ein steigender Hirsch. Im vorderen Feld findet sich als Hinweis auf ein wuchtiges Naturdenkmal, einen 200 bis 300 Jahre alten Eichensolitärbaum, ein grüner Eichenzweig mit einem Blatt und zwei Eicheln, der den Ort selbst (Blatt) und die beiden Gehöfte (Eicheln) symbolisiert. |

## Kulturdenkmäler
Sehenswert ist ein um 1830 erbautes Wohnhaus mit Kniestock; der fünfachsige Wohnteil mit anschließendem Backhaus zeigt spätklassizistische Motive.

## Wirtschaft und Infrastruktur
Herzfeld ist heute eine landwirtschaftlich geprägte Wohngemeinde. Größter Arbeitgeber der Gemeinde ist eine Schreinerei. Seit 1971, als noch 8 landwirtschaftliche Betriebe gezählt worden waren, hat die landwirtschaftlich genutzte Fläche von 198 ha auf 264 ha (2005) zugenommen, die von 4 Betrieben bewirtschaftet wurden.